# Magdalis lecontei
Magdalis lecontei är en art av kilformad barkvivel i skalbaggefamiljen Curculionidae. Den finns i Nordamerika.

## Underarter
Dessa fyra underarter tillhör arten Magdalis lecontei:
- Magdalis lecontei decepta Sleeper, 1955
- Magdalis lecontei lecontei
- Magdalis lecontei superba
- Magdalis lecontei tinctipennis